# Amin Sidi-Boumédiène
Amin Sidi-Boumédiène (París, 5 de març de 1982) és un director de cinema algerià.

## Biografia
Amin Sidi-Boumédiène va estudiar química abans de passar al cinema en unir-se al Conservatori Lliure de Cinema Francès del qual va obtenir el seu diploma el 2005. Treballa com a ajudant i dirigeix diversos curtmetratges.
El seu primer llargmetratge, Abou Leila, rodat a Algèria, es presenta al 72è Festival Internacional de Cinema de Canes a la secció de la Setmana de la Crítica."Excel·lent sorpresa de l'última edició "física" del Festival de Cannes" segons Mathieu Macheret”, la pel·lícula ha guanyat premis en diversos festivals.

## Filmografia

### Curtmetratges
- 2011 : Demain, Alger ?
- 2012 : Al Djazira (L'Île)
- 2014 : Serial K

### Llargmetratge
- 2019 : Abou Leila